# Kinhütte
Die Kinhütte ist eine von einem Bergführer privat betriebene, oberhalb von Randa im Kanton Wallis liegende Schutzhütte in der Schweiz.
Sie wurde von Bergführern aus Randa und Täsch erbaut und diente Jägern, Wanderern und Bergsteigern als Unterkunft. Durch die Veränderung des Kingletschers wurde die Hütte ab 1960 nur noch selten von Bergsteigern benutzt. Zwischen 1950 und 1963 diente die Hütte als Unterkunft für die Bauarbeiter, die am Kingletscher eine Wasserfassung des Grande-Dixence-Stausees erstellten.
Die Kinhütte dient als Etappenort auf dem Europaweg oder als Ausgangspunkt für Hochtouren auf den Dom, das Täschhorn oder das Grabenhorn.